# RCC開局70年特別番組 広島大家族ラジオ〜全員集合スペシャル〜
『RCC開局70年特別番組 広島大家族ラジオ〜全員集合スペシャル〜』（アールシーシーかいきょくななじゅうねんとくべつばんぐみ ひろしまだいかぞくラジオ ぜんいんしゅうごうスペシャル）は、中国放送（RCCラジオ）で、2022年10月1日に放送された長時間特別番組。

## タイムテーブル
※中国新聞ニュース・天気予報・交通情報は割愛。

### 第1部 広島のニュースで綴る70年と拝啓、20年後のあなたへ。
- 放送時間：7:00 - 11:00

#### 出演者
- 本名正憲
- 岡佳奈
- 田村友里（RCCアナウンサー）
- 青山高治（RCCアナウンサー）
- 田口麻衣（RCCアナウンサー）
- 伊藤文（RCCアナウンサー）
- 唐澤恋花（RCCアナウンサー）

### 広島音楽で綴る70年 Part1
- 放送時間：11:30 - 12:00

#### 出演者
- 道盛浩（RCCアナウンサー）
- 藤田弘之

### 第2部 RCCラジオとカープの70年
- 放送時間：13:00 - 15:00

#### 出演者
- 長谷川努（RCCアナウンサー）
- 一柳信行（RCCアナウンサー）
- 石橋真（RCCアナウンサー）
- 坂上俊次（RCCアナウンサー）
- 石田充（RCCアナウンサー）
- 伊東平（RCCアナウンサー）
- 小宅世人（RCCアナウンサー）

### 第3部 伝説のラジオ番組“柏村武昭のサテライトNo.1”
- 放送時間：16:00 - 18:00

#### 出演者
- 柏村武昭
- 林竹洋子

##### ゲスト
- 松村邦洋
- 風見しんご
- 本名正憲

### 第4部 RCCラジオと広島音楽の70年 Part2
- 放送時間：18:00 - 20:00

#### 出演者
- 松本裕見子
- 大松しんじ

##### ゲスト
- 田中俊雄
- 煙石博
- 藤尾めぐみ
- 南一誠
- 木下和恵

### 第5部 広島大家族ラジオ
- 放送時間：20:00 - 23:00

#### 出演者
- 横山雄二（RCCアナウンサー）
- 河村綾奈（RCCアナウンサー）
- 中根夕希（RCCアナウンサー）

##### ゲスト
- 大窪シゲキ
- 藤江潤士
- 斉藤和義（コメント出演のみ）